# Heteroliodon occipitalis
Heteroliodon occipitalis är en ormart som beskrevs av Boulenger 1896. Heteroliodon occipitalis ingår i släktet Heteroliodon och familjen snokar. IUCN kategoriserar arten globalt som livskraftig. Inga underarter finns listade i Catalogue of Life.
Arten förekommer på västra och södra Madagaskar. Den vistas i lövfällande skogar och i områden med taggiga växter.